# Gages Lake
Gages Lake es un lugar designado por el censo ubicado en el condado de Lake en el estado estadounidense de Illinois. En el Censo de 2010 tenía una población de 10198 habitantes y una densidad poblacional de 1.230,46 personas por km².

## Geografía
Gages Lake se encuentra ubicado en las coordenadas 42°21′6″N 87°58′57″O / 42.35167, -87.98250. Según la Oficina del Censo de los Estados Unidos, Gages Lake tiene una superficie total de 8.29 km², de la cual 7.75 km² corresponden a tierra firme y (6.5%) 0.54 km² es agua.

## Demografía
Según el censo de 2010, había 10198 personas residiendo en Gages Lake. La densidad de población era de 1.230,46 hab./km². De los 10198 habitantes, Gages Lake estaba compuesto por el 84.32% blancos, el 3.82% eran afroamericanos, el 0.33% eran amerindios, el 6.02% eran asiáticos, el 0.05% eran isleños del Pacífico, el 2.81% eran de otras razas y el 2.64% pertenecían a dos o más razas. Del total de la población el 8.55% eran hispanos o latinos de cualquier raza.